# Distrikt (Mauritius)

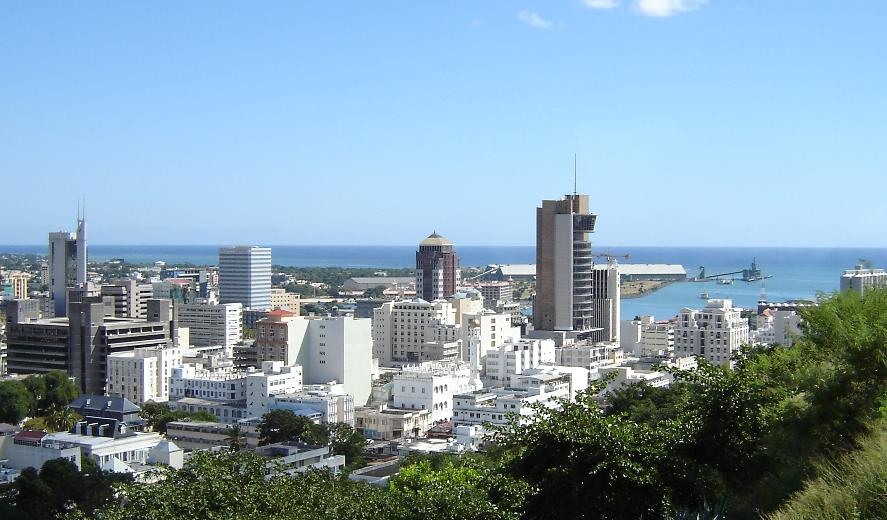
Skyline von Port Louis (2006)

Der Inselstaat Mauritius ist heute in neun Distrikte gegliedert.

## Heutige Distrikte von Mauritius
| Distrikt           | Distrikthauptstadt    | Fläche in km² | Einwohner | Bevölkerungsdichte in Ew./km² |
| ------------------ | --------------------- | ------------- | --------- | ----------------------------- |
| Black River        | Bambous               | 259,0         | 80.939    | 310                           |
| Flacq              | Centre de Flacq       | 297,9         | 138.460   | 460                           |
| Grand Port         | Mahébourg             | 260,3         | 112.997   | 430                           |
| Moka               | Quartier Militaire    | 230,5         | 83.251    | 360                           |
| Pamplemousses      | Triolet               | 178,7         | 139.966   | 780                           |
| Plaines Wilhems    | Beau Bassin-Rose Hill | 203,3         | 368.621   | 1800                          |
| Port Louis         | Port Louis            | 42,7          | 119.706   | 2800                          |
| Rivière du Rempart | Mapou                 | 147,6         | 108.005   | 730                           |
| Savanne            | Souillac              | 244,8         | 63.585    | 280                           |

Für jeden Distrikt ist ein erstinstanzliches Distriktgericht (District Court) eingerichtet. Daneben dienen die Distrikte vor allem statistischen Zwecken.

## Geschichte
Zu niederländischer Zeit war die Zahl der Siedler und Siedlungen auf Mauritius gering. Eine verwaltungsmäßige Untergliederung gab es daher nicht. Auch mit der Übernahme der Insel durch die Franzosen 1715 änderte sich daran zunächst nichts. Mit Dekret von König Ludwig XV. vom 1. August 1768 wurde erstmals eine solche Untergliederung geschaffen. Ludwig XV teilte die Insel in elf Quartiers ein. 1773 wurde die Zahl der Distrikte mit königlicher Ordonnanz auf die nachfolgend genannten acht Distrikte reduziert.
| Damaliger Name        | Heutiger Name        |
| --------------------- | -------------------- |
| Rivière noire         | Black River          |
| Plaines Wilhems       | Plaines Wilhems      |
| Moka                  | Moka                 |
| Port Louis            | Port Louis           |
| Pamplemousses         | Pamplemousses        |
| Port Bourbon          | Grand Port & Savanne |
| Flacq et Rivière Base | Rivière du Rempart   |

Der Verlauf der Grenzen der früheren Distrikte waren jedoch nicht immer mit den heutigen identisch. An der Spitze jedes Quartiers stand ein Kommandant. In Pamplemousses war dies beispielsweise anfangs Etienne François Le Juge.
Die Französische Revolution reichte in ihren Auswirkungen bis Mauritius. Als Selbstverwaltungsorgan in der Kolonie bestand vor der Revolution eine Assemblée Coloniale, die gegenüber dem Gouverneur nur geringe Kompetenzen hatte. Nun wurde eine Assemblée Coloniale Léglislative aus 51 Männern frei gewählt, die am 27. April 1790 erstmals zusammentrat. Wahlberechtigt waren jedoch nur die freien Männer, die Mehrheit der Bevölkerung hingegen bestand aus Sklaven. Am 21. Juli 1790 beschloss die Assemblée Coloniale Léglislative eine Verwaltungsordnung, die nun auf den heutigen neun Distrikten basierte. Diese Distrikte entsprachen den Arrondissements im Mutterland. Die Trennung der Rechtsprechung von der Verwaltung wurde umgesetzt. Für jeden Distrikt wurde ein Friedensrichter gewählt. Wie in Frankreich bestanden unterhalb der Distrikte Kantone und Gemeinden.
Nach der Eroberung der Insel durch die Briten 1810 blieb die Distriktstruktur unverändert. In den 1890er Jahren wurden District Boards in den Distrikten eingerichtet, um eine Mitwirkung der Bevölkerung an der Verwaltung zu erreichen. Damit verbunden war eine Dezentralisierung der Aufgaben der Verwaltung.